# Jewish Institute for National Security Affairs
El Jewish Institute for National Security Affairs (JINSA) (en español: Instituto Judío para Asuntos de Seguridad Nacional) es un think tank judío de los Estados Unidos fundado en 1976 y de ideología neoconservadora.
La organización se dedica a educar a miembros del Congreso de los Estados Unidos, militares y funcionarios civiles, implicados en la toma de decisiones en los asuntos que están relacionados con la seguridad y la defensa nacional de los Estados Unidos, así como sus intereses estratégicos en el mundo y en particular en la región de Oriente Medio. La piedra angular de la política estadounidense en el Medio Oriente, tradicionalmente ha sido una robusta colaboración entre los EE. UU. y el Estado de Israel. La organización cree que una postura fuerte de los EE. UU. en materia de seguridad y defensa es la mejor garantía de paz y estabilidad económica para la región.